# Vladimir Něvzorov
Vladimir Něvzorov, (* 5. října 1952 v Majkopu, Sovětský svaz) je bývalý sovětský zápasník – judista a sambista ruské národnosti, olympijský vítěz v judu z roku 1976.

## Sportovní kariéra
Ve 13 letech začínal se sambem v tréninkové skupině vedené Jakubem Koblevem. V sambu byl několikanásobným mistrem Sovětského svazu. Na přelomu sedmdesátých let se začal pomalu specializovat na judo, z důvodu jeho zařazení do programu olympijských her. Byl zástupce majkopské zápasnické školy, jenž využívala poznatky trenéra Kobleva, které získal během studií v Kišiněvě tj. majkopská škola vychází z tradičního moldavského zápasu trinta (trenta). V roce 1975 byl již dostatečně vyspělý porážet japonské judisty a na mistrovství světa jako první sovětský judista získal titul mistra světa. Jeho fyzická připravenost a technická zdatnost ho předurčovala k roli jasného favorita na olympijských hrách v Montrealu v roce 1976. Své předpoklady naplnil, ve finále nádherným tai-otoši dostal důležité body proti Japonci Kódži Kuramotovi a získal zlatou olympijskou medaili. Do dalších olympijských her však zdravotně nevydržel. Již v roce 1976 ho trápily problémy s oběma koleny a tehdejší chirurgie neuměla tyto problémy řešit. Po skončení sportovní kariéry v roce 1979 se věnoval trenérské práci. V roce 2000 vedl ruskou mužskou judistickou reprezentaci jako hlavní trenér na olympijských hrách v Sydney.

## Výsledky
| Turnaj             | 1973       | 1974       | 1975       | 1976       | 1977       |
| Turnaj             | 21         | 22         | 23         | 24         | 25         |
| Turnaj             | lehká váha | lehká váha | lehká váha | lehká váha | lehká váha |
| ------------------ | ---------- | ---------- | ---------- | ---------- | ---------- |
| Olympijské hry     |            |            |            | 1.         |            |
| Mistrovství světa  | úč.        |            | 1.         |            |            |
| Mistrovství Evropy | ?          | ?          | 1.         | —          | 1.         |